# Lodbössa
En lodbössa är ett mynningsladdat spiralräfflat kulgevär avsett för jakt, med en för mynningsladdare relativt klen kaliber om cirka 6-15 mm. Benämningen kommer av att man med vapnen sköt lod eller runda blykulor. Detta var företrädesvis ett vapen för allmogen och då försett med flintsnapplås av svensk utfjäderstyp men under 1800-talets senare hälft med slagsnapplås eller slaglås. Enligt Pehr Gustaf Broman, "Anteckningar öfver jakt och skjutkonst etc.", 1842, hade lodbössor god precision på 200-300 alnars avstånd (ca 100-150 m). Dessa vapen användes företrädesvis för jakt på älg, björn, skogshöns och ekorre. Sälbössor är en specialform av lodbössor vilka karakteriseras av grov kaliber och hög vikt. Dessa användes för säljakt på Östersjöns isar. Lodbössor tillverkades ofta av en lokal bysmed, men i många fall köptes piporna från speciellt duktiga pipsmeder av vilka, Per Gustafsson i Kassmyra, Lerbäcks socken i Närke är den mest namnkunnige. Lodbössor användes från 1500-talet till sekelskiftet 1900, med en till det yttre närmast oförändrad form, utom låsets utformning enligt ovan. Sveriges bäst bevarade lodbössmedja finns i Fågelsjö, norra Dalarna.